# Muzej grada Zagreba
Muzej grada Zagreba je opći kulturno-povijesni, gradski muzej koji se sustavno bavi prikupljanjem i obradom predmeta iz gradske prošlosti.

## Povijest ustanove
Muzej grada Zagreba osnovan je odlukom Gradskog poglavarstva 1907. godine.  Inicijator osnivanja muzeja i arhiva bila je Družba "Braća Hrvatskoga Zmaja". Smješten je u obnovljenom spomeničkom kompleksu bivšeg samostana Klarisa iz 1650. godine, na zagrebačkom Gornjem gradu. Muzej obrađuje teme iz kulturne, umjetničke, ekonomske i političke povijesti grada u kontinuitetu od rimskih nalaza pa sve do modernog doba. Fundus čini 75 000 predmeta sistematiziranih u zbirke umjetničkih i uporabnih predmeta karakterističnih za grad i njegovu povijest.

## Djelatnost
Djelatnost muzeja definirana je zakonskom legislativom vezanom uz muzeje. Muzej radi na sustavnom sabiranju, čuvanju, restauriranju i konzerviranju, prezentaciji te trajnoj zaštiti muzejske građe s područja nadležnosti muzeja. Ustanova je gradski muzej lokalnog karaktera.

## Građa
Muzej ima vrlo bogat fond vrijedan za proučavanje zavičajne, lokalne prošlosti. Muzejska građa razvrstana je u pet memorijalnih zbirki, dvadeset zbirki predmeta te šest dokumentacijskih fondova. Posebno se ističu kao vrijedan povijesni izvor za proučavanje povijesti Grada sljedeće zbirke: Pretpovijesna arheološka zbirka, Srednjovjekovna arheološka zbirka, Zbirka cehalija, Zbirka planova i regulacija grada Zagreba te Arhivalije. Digitalizacija se u ustanovi provodi na području svih zbirki.

## Usluge
Pružanje stručne pomoći iz područja djelatnosti muzeja, održavanje predavanja, vršenje stručnog vodstva, pružanje usluge informiranja vezano uz aktivnosti, organiziranje izložbi, objavljivanje stručnih publikacija.

## Vanjske poveznice

### Ostali projekti
|  | Zajednički poslužitelj ima još gradiva o temi Muzej grada Zagreba |

### Službene stranice
- Muzej grada Zagreba